# Salvatore Russo (politico)
Salvatore Russo (Mazzarino, 28 aprile 1899 – Palermo, 14 luglio 1980) è stato un politico italiano.

## Biografia
Laureato in lettere e professore di liceo, si presentò alle elezioni politiche del 1953 dove venne eletto senatore della Repubblica nel collegio di Enna. Nel 1958 venne eletto deputato come indipendente di sinistra.